# Carlos Roberto Gallo
Carlos Roberto Gallo, meglio noto solo come Carlos (Vinhedo, 4 marzo 1956), è un ex calciatore brasiliano, di ruolo portiere.

## Carriera

### Club
Nel corso della sua carriera ha vestito le maglie di Ponte Preta, Corinthians, Malatyaspor, Atlético Mineiro, Guarani, Palmeiras e Portuguesa. Ha vinto due volte la Bola de Prata (nel 1980 e nel 1982).

### Nazionale
Carlos ha partecipato con il Brasile a tre edizioni dei campionati mondiali di calcio: fu convocato dapprima come secondo portiere nel campionato del mondo 1978, poi come terzo portiere nel campionato del mondo 1982 ed infine fu portiere titolare nel campionato del mondo 1986. In quell'edizione Carlos subì una sola rete su azione, precisamente nel quarto di finale contro la Francia da parte di Michel Platini, che approfittò di uno scontro fra il portiere e Dominique Rocheteau per segnare. La partita si risolse poi ai calci di rigore in favore dei francesi, dove Carlos subì anche la beffa ad opera di Bruno Bellone: infatti la palla rimbalzò sul suo viso dopo aver colpito il palo.

## Palmarès

### Club
- Campionato paulista: 1

Corinthians: 1988

### Nazionale
- Giochi panamericani: 1

Città del Messico 1975